# Network 26 新里程
Network 26 新里程指香港政府在1993年9月1日撤銷中巴其中28條路線的專營權給予城巴營運。

## 背景
1989年，參與汽車交通運輸業總工會（工聯會屬會）的中巴員工發動大型罷工行動，當時城巴臨時開辦非專利的路線往返無紅色小巴行走的鴨脷洲，而鴨脷洲當時約50,000人口頓時對中巴失去信心，南區亦然。
其後香港政府因中巴服務質素欠佳，在1992年初宣布，決定將中巴26條路線及2條與九巴聯營的過海路線之專營權收回作公開招標。當時城巴、九巴及捷達巴士（Stagecoach）分公司必達巴士均有向政府遞交標書，而因香港政府不希望香港巴士服務被九巴壟斷，因此在招標初期已勸籲九巴取消投標。因城巴在港島的根基日漸穩固，而必達巴士在本港當時沒有營辦巴士服務，因此港府於1992年10月給予城巴該28條路線的專營權。1993年9月1日起，城巴正式開始營運該28條路線。

## 涉及路線
注：以下起訖點以接辦當時為準

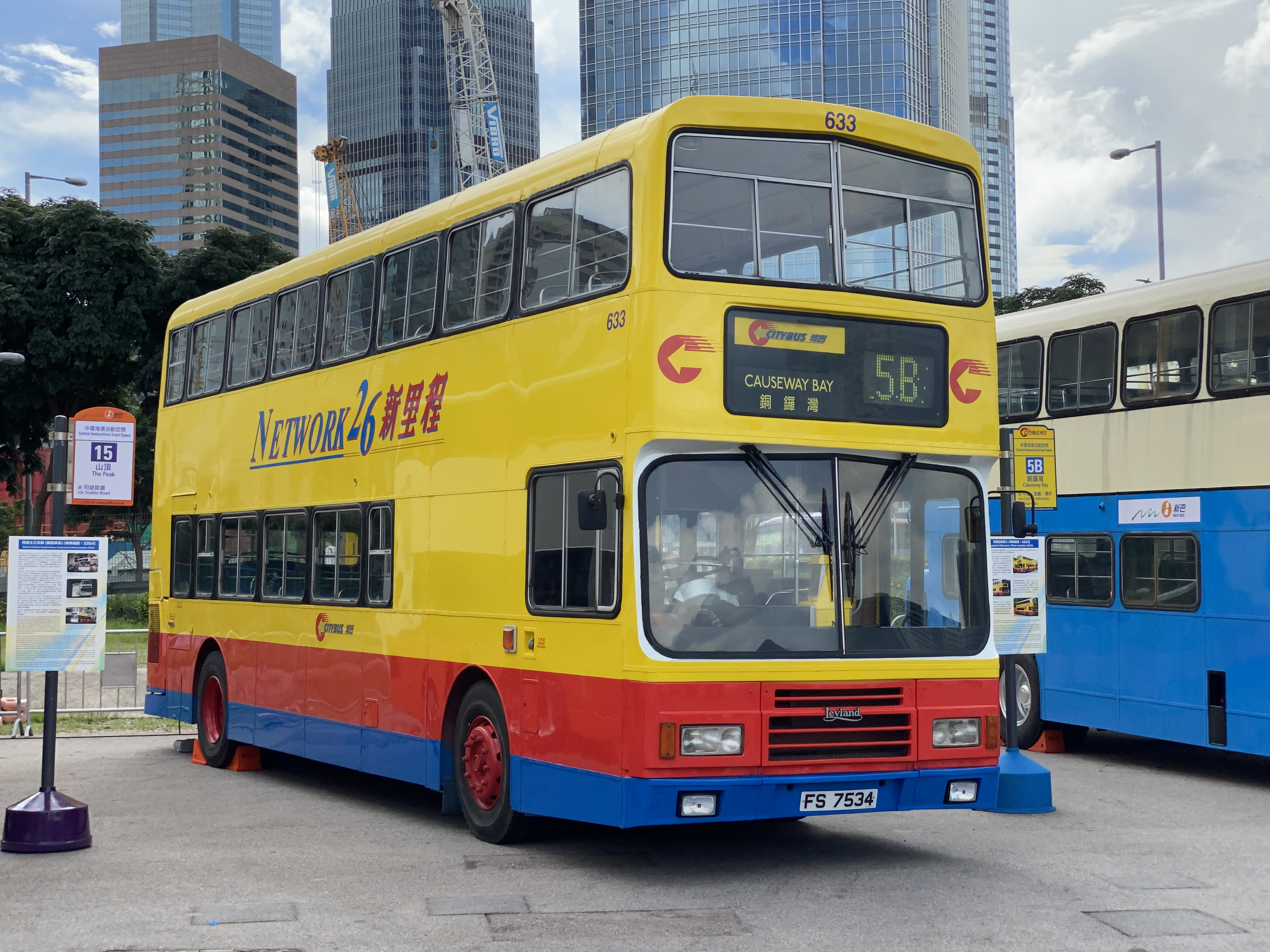
城巴5B線是在Network 26 新里程中城巴接辦的路線之一

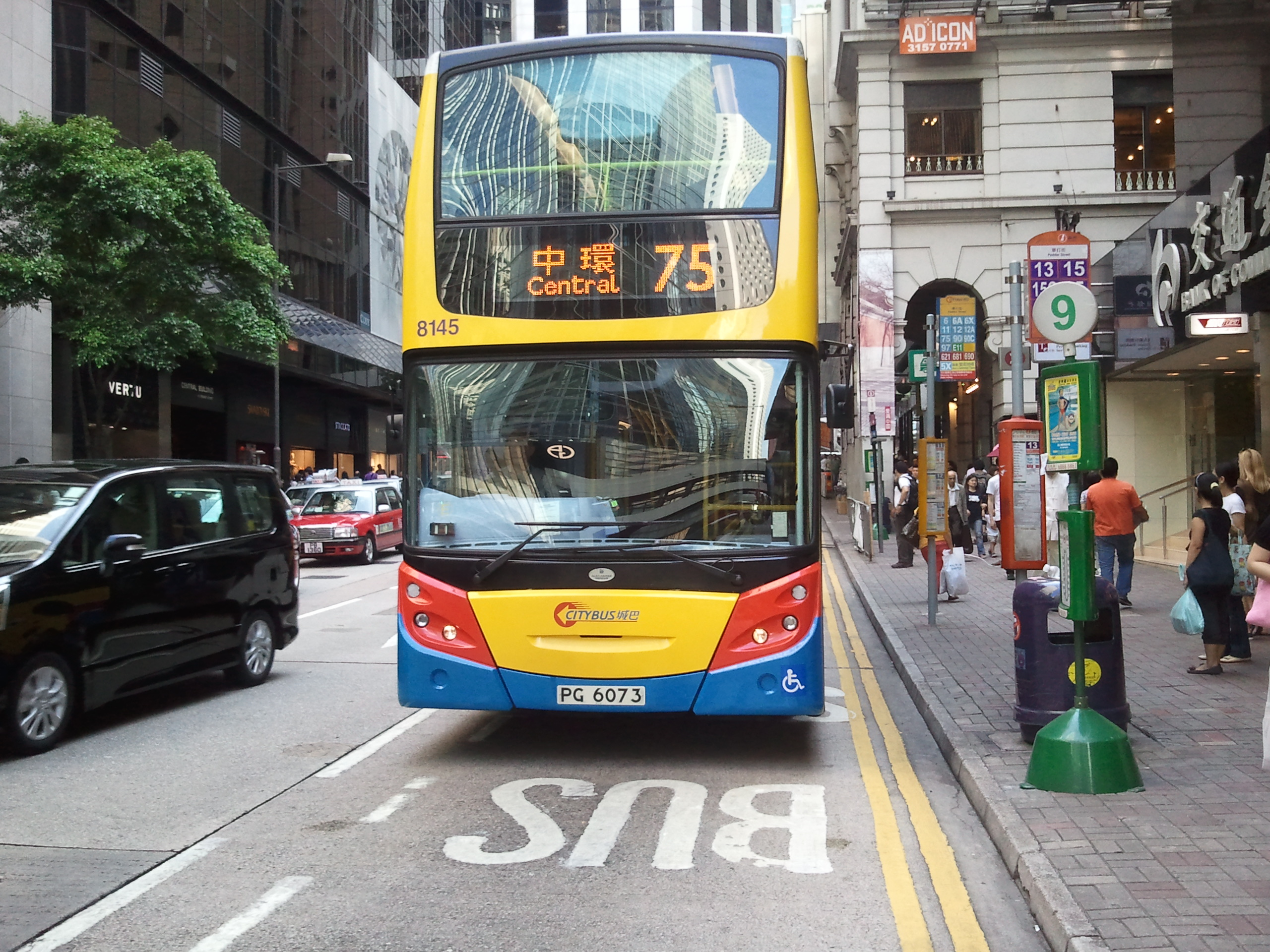
75線是在Network 26 新里程中城巴接辦的路線之一

- 1 中環（林士街） - 跑馬地（上）（註：此線已與5A線合併，並延至摩星嶺 - 跑馬地）
- 1M 金鐘（東） - 跑馬地馬場 [a]
- 5 銅鑼灣（威非路道）巴士總站 - 西營盤（路線取消前延至摩星嶺 - 銅鑼灣（威非路道））[a]
- 5A 跑馬地（下）- 堅尼地城 [a]
- 5B 摩星嶺 - 銅鑼灣（現縮短成：堅尼地城 - 銅鑼灣）
- 6 中環 - 赤柱
- 6A 中環 - 赤柱炮台（現縮短成：中環 - 赤柱炮台閘口，及改為繁忙時段服務）
- 10X 堅尼地城 - 金鐘（西） [a]
- 12 中環 - 羅便臣道（現時改經擺花街和亞畢諾道上山，並改經雪廠街前往中環碼頭）
- 12M 金鐘（東） - 柏道
- 48 華富北 - 黃竹坑／海洋公園（現調整成循環線：深灣／海洋公園 開出往華富北 再返回深灣／海洋公園）
- 61 中環 - 淺水灣[a]
- 61M 金鐘（東）- 淺水灣[a]
- 70 中環 - 香港仔（現延至中環 - 華貴）
- 70M 香港仔 - 金鐘（東）[a]
- 72 華貴 - 銅鑼灣
- 72A  黃竹坑 - 銅鑼灣（摩頓臺）（現延至深灣 - 銅鑼灣（摩頓臺））
- 72B  香港仔 - 銅鑼灣（摩頓臺）[a]
- 75 中環 - 黃竹坑（現延至中環 - 深灣）
- 76 石排灣 - 銅鑼灣（摩頓臺）（現改為石排灣至銅鑼灣（邊寧頓街）的循環線）
- 90 鴨脷洲 - 中環
- 92 鴨脷洲 - 銅鑼灣（摩頓臺）[a]
- 96 鴨脷洲利東邨 - 銅鑼灣（摩頓臺）[a]
- 97 鴨脷洲利東邨 - 中環
- 97A 鴨脷洲利東邨 - 黃竹坑（後延至 利東／鴨脷洲大街 - 深灣繁忙時段服務）[a]
- 98 鴨脷洲利東邨 - 香港仔
- 107 九龍灣企業廣場一期 - 香港仔（現延至九龍灣 - 華貴）[b]
- 170 沙田車站 - 華富中[b]

1. 1 2 3 4 5 6 7 8 9 10 11  代表已取消路線（直至2023年1月）
2. 1 2  與九巴聯營

## 事件以後
自城巴接管中巴的26條路線後，該等路線的服務質素得到重大的改善，另一邊廂，中巴的服務質素依然未有任何改善。在1995年9月1日，港府再削減14條中巴路線（7、11、37、40、40M、71、73、85、99、511、592、260、103及182），直接交由城巴營運。
在1997年中巴取消多條嚴重虧蝕的路線，分別於3月3日取消45及47線，在4月21日取消41線及在6月2日取消3號線，城巴隨即在上述路線的取消日期開辦40P、47A（於2002年6月改為M47線，其後於2014年12月因港鐵西港島綫通車，由城巴43M線取代）、41A及3B（於2015年5月取消）去取代前述路線，並提升服務，客量得到提升。
1998年2月，政府宣布中巴的專營權在1998年9月1日凌晨零時到期後不再延續，並把路線交由新巴及城巴營運，部分過海聯營路線則改為由九巴獨營。

## 其他
2019年，城巴為慶祝成立40周年，從坊間回購昔日為了營辦「Network 26 新里程」而向新加坡購入的101輛二手利蘭亞特蘭大巴士的其中一輛（車牌號碼FS7534，車隊編碼633），並把她翻新至1993年初次服務香港時的樣貌。由於該年也是Network 26 新里程的26周年，城巴為該巴士翻髹色彩時，也在車身上恢復昔日「Network 26新里程」的字樣。